# Майский (Хакасия)
Майский — посёлок в Усть-Абаканском районе Хакасии, расположен на реке Ниня. Расстояние до райцентра — пгт Усть-Абакан — 142 км, до ближайшей железнодорожной станции — 37 км.
Число хозяйств — 11, население — 15 чел. (01.01.2004), в том числе русские, хакасы. Образован в 1957 году.

## Население
| 2002 | 2010 |
| ---- | ---- |
| 27   | ↘20  |